# Konståkning vid olympiska vinterspelen 1924

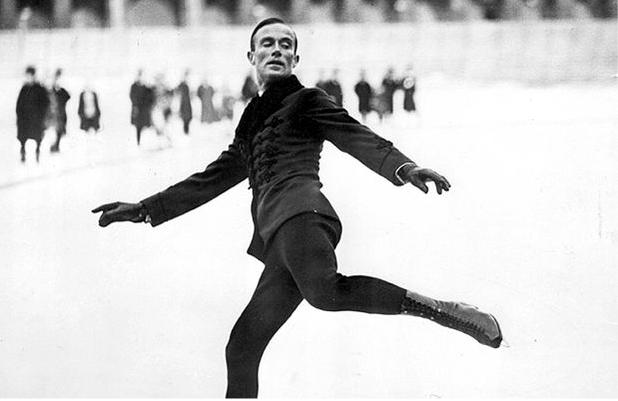
Gillis Grafström från Sverige vann herrtävlingen.

Resultat från tävlingarna i konståkning vid olympiska vinterspelen 1924. Tävlingarna hölls mellan den 29 och 31 januari 1924. Konståkning hade tidigare varit med i olympiska sommarspelen 1908 och 1920. Svensken Gillis Grafström försvarade sitt guld från 1920.

## Medaljer
| Gren                       | Guld                                 | Silver                                    | Brons                           |
| Singel herrar Huvudartikel | Gillis Grafström (SWE)               | Willy Böckl (AUT)                         | Georges Gautschi (SUI)          |
| Singel damer Huvudartikel  | Herma Szabo (AUT)                    | Beatrix Loughran (USA)                    | Ethel Muckelt (GBR)             |
| Par Huvudartikel           | (AUT) Helene Engelmann Alfred Berger | (FIN) Ludowika Jakobsson Walter Jakobsson | (FRA) Andrée Joly Pierre Brunet |

## Deltagande nationer
Åtta konståkare tävlade i både singel och i par.
Totalt deltog 29 konståkare (16 män och 13 damer) från elva nationer.
- (män:2 damer:1)
- (män:1 damer:1)
- (män:3 damer:2)
- (män:1 damer:1)
- (män:0 damer:1)
- (män:1 damer:0)
- (män:3 damer:3)
- (män:1 damer:0)
- (män:1 damer:0)
- (män:1 damer:2)
- (män:2 damer:2)

## Män
| Plats | Utövare          | Stilpoäng |
| ----- | ---------------- | --------- |
| 1     | Gillis Grafström | 367,89    |
| 2     | Willy Böckl      | 359,82    |
| 3     | Georges Gautschi | 319,07    |
| 4     | Josef Slíva      | 310,77    |
| 5     | John Page        | 295,36    |
| 6     | Nathaniel Niles  | 274,47    |
| 7     | Melville Rogers  | 269,82    |
| 8     | Pierre Brunet    | 268,61    |
| 9     | Freddy Mésot     | 266,16    |
| 10    | Herbert Clarke   | 219,75    |
| 11    | André Malinet    | 202,46    |

## Kvinnor
| Plats | Utövare                | Stilpoäng |
| ----- | ---------------------- | --------- |
| 1     | Herma Planck-Szabó     | 299,17    |
| 2     | Beatrix Loughran       | 279,85    |
| 3     | Ethel Muckelt          | 250,07    |
| 4     | Theresa Weld-Blanchard | 249,53    |
| 5     | Andrée Joly            | 231,92    |
| 6     | Cecil Smith            | 230,75    |
| 7     | Kathleen Shaw          | 221,00    |
| 8     | Sonja Henie            | 203,82    |

## Paråkning
| Plats | Utövare                                    | Land           | Stilpoäng |
| ----- | ------------------------------------------ | -------------- | --------- |
| 1     | Alfred Berger Helene Engelmann             | Österrike      | 10,64     |
| 2     | Walter Jakobsson Ludovika Jakobsson-Eilers | Finland        | 10,25     |
| 3     | Pierre Brunet Andrée Joly                  | Frankrike      | 9,89      |
| 4     | John Page Ethel Muckelt                    | Storbritannien | 9,93      |
| 5     | Georges Wagemans Georgette Herbos          | Belgien        | 8,82      |
| 6     | Nathaniel Niles Theresa Weld-Blanchard     | USA            | 8,07      |
| 7     | Cecil Smith Melville Rogers                | Kanada         | 9,11      |
| 8     | Mildred Richardson Thomas Richardson       | Storbritannien | 7,68      |
| 9     | Simone Sabouret Charles Sabouret           | Frankrike      | 7,15      |